# S1000D
S1000D é uma especificação internacional para a produção de publicações técnicas. Embora o título enfatiza a sua utilização para publicações técnicas, a aplicação da especificação em publicações não-técnicas também é possível e pode ser muito benéfico para as empresas que requerem controlo de processos. 

## Aplicação
Esta especificação foi inicialmente desenvolvida pela indústria aeroespacial e de Associação de Defesa da Europa (ASD). Atualmente, o S1000D é co-produzido pelas seguintes organizações, seus membros e clientes: 
- ASD
- Aerospace Industries Association of America (AIA)
- Air Transport Association of America (ATA)

Essas organizações formam o Conselho S1000D e o S1000D Steering Committee. Estes grupos estão dedicados ao estabelecimento de normas mutuamente acordadas para os métodos de documentação utilizada pelas partes participantes. 
Com a 2 ª Edição, o âmbito de S1000D foi alargado para incluir aplicações específicas do exército e da marinha. A especificação continua a evoluir e agora suporta: 
- qualquer tipo de equipamento (incluindo produtos militares e civis)
- publicação
- Construção
- procedimentos de política
- Documentação legal
- Documentação organizacional
- e mais ...............

## O que isso significa?
O S significa padrão, o 1000 é inspirado na Classificação Decimal Dewey (DDC) do conhecimento humano e um exagero do sistema de aviação civil ATA100, e o D representa a documentação. O DDC foi baseada na seguinte forma: 10 classes: 100 divisões: 1000 seções. 
- 000 Conhecimento Geral
- 100 Psicologia e Filosofia
- 200 Religião e Mitologia
- 300 Ciências Sociais
- 400 Línguas e Gramática
- 500 Matemática e Ciências
- 600 Medicine & Technology
- 700 Arts & Lazer
- 800 Literatura
- 900 Geografia e História

A ideia de S1000D foi lançado como uma extensão do sistema de classificação ATA100 da aviação civil.

## Ferramentas Commerciais S1000D
- Absolute Data Group's R4i Suite
- Adobe Framemaker
- CORENA S1000D Solutions
- Cortona3D's Interactive 3D Technical Communication/Documentation Software
- Crowell Solutions' S1000D Decision Point for Business Rule Generation
- HiCo ietdSuite
- InfoTrust Group
- Inmedius S1000D Publishing Suite
- Isselnord Simplicio
- PTC Arbortext
- Shufra S1000D training, implementation and consultancy
- SiberSafe S1000D Edition
- UpTime S1000D suite
- Web-X Systems Product Suite
- X-Hive's S1000D product suite
- XyEnterprise Contenta S1000D

## Ver Também
- IETM

## Ligações Externas
- S1000D Official homepage
- S1000D Information Resource

### Sites não oficiais
- S1000D Introduction
- ADG S1000D information page
- Google S1000D Group
- S1000D User Information site
- Shufra S1000D training, implementation and consultancy
- CDG S1000D Authoring, conversion and consultancy services